# August de Boeck

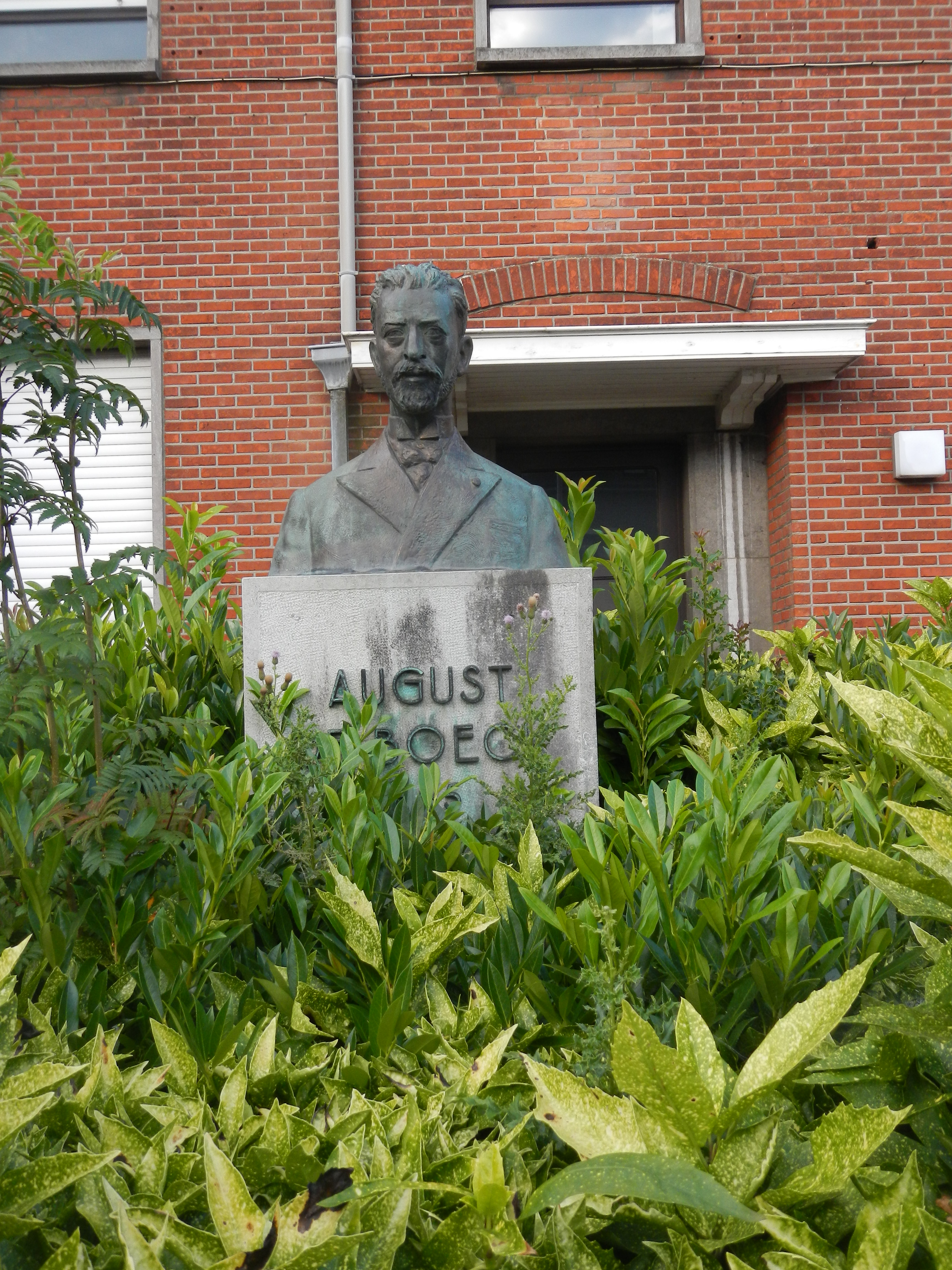
August de Boeck

Julianus Marie August de Boeck (* 9. Mai 1865 in Merchtem; † 9. Oktober 1937 ebenda) war ein belgischer Komponist und Organist.

## Leben und Wirken
August de Boeck studierte von 1880 bis 1884 am Brüsseler Konservatorium bei Alphonse Mailly Orgel, von bis 1902 war er Maillys Assistent. Seine weiteren Studienbereiche bei Hubert Ferdinand Kufferath, Harmonielehre, Kontrapunkt und Fuge schloss er 1889 ebenfalls mit Auszeichnung ab. 1891 erwarb er noch das seltene Diplôme de capacité für sein virtuoses Orgelspiel am Konservatorium. Mit Paul Gilson verband ihn eine innige Freundschaft. Obwohl sie nahezu gleichen Alters waren, wird de Boeck häufig als ein Schüler Gilsons gesehen.
Von 1892 bis 1921 war er als Organist bei verschiedenen Kirchen beschäftigt; 1892 bis 1894 an der Kirche Onze Lieve Vrouw ter Noodt in Merchtem, ab 1894 in der St.-Bonifatius-Kirche in Elsene und ab 1900 auch in der Karmeliter Klosterkirche in Elsene. Von 1909 bis 1920 wirkte als Professor für Harmonielehre am Königlich Flämschen Konservatorium in Antwerpen. Danach bis 1926 wirkte er noch am Konservatorium in Brüssel. 1921 wurde er zum Direktor des Konservatoriums in Mechelen berufen, diese Position hatte er bis zu seiner Pensionierung 1930 inne. 1920 wurde er korrespondierendes und 1924 ordentliches Mitglied der Académie royale des Sciences, des Lettres et des Beaux-Arts de Belgique (Classe des Beaux-Arts).
Seine Kompositionen stehen stilistisch denen von Paul Gilson nahe, er mischte wie letzterer Einflüsse Richard Wagners und der russischen Musik seiner Zeit, besonders die von Rimski-Korsakow, zu einem postromantisch geprägten Stil. Als sein Meisterwerk gilt seine 1921 in Gent aufgeführte Oper La Route d’Émeraude.

## Werke

### Werke für Orchester
- 1893 Rhapsodie Dahoméenne (auch in einer Fassung für Blasorchester)
- 1895 Symfonie in g
- 1923 Fantasie op twee Vlaamse volkswijzen
- 1926 Fantasie voor hobo en orkest
- 1929 Concerto für Violine und Orchester
- 1931 Nocturne für Orchester
- 1932 Concerto für Klavier und Orchester
- 1936 Cantilène für Violoncelle und kleines Orchester
- Assepoester (Aschenputtel) Sinfonische Dichtung
- Elegie für Streichorchester
- Gavotte für Streichorchester
- Gloria Flori für Kinderchor und Orchester
- In het woud für Sopran und Orchester nach einem Text von G.J.P. Van Straaten

### Werke für Blasorchester
- 1893 Rhapsodie dahoméenne
- 1896 Symphonische Suite aus "La Phalène" - "De Nachtvlinder"
  1. Prelude
  2. Andante moderato - Vivace - Valse
  3. Moderato - Scherzando - Allegretto - Adagio
  4. Marche
- 1902 Fantaisie
- 1912 Jubelmars - Marche Jubilaire
- 1929 Excelsior
- 1934 Geuze Lambik
- 1935 Vrijheidsgeest
- Pasquinade
- Marche Nuptiale
- Marche Solennelle
- Ave
- Bever en zoom
- Dyones
- Fanfare
- Impromptu
- Kapperpolka
- Oomken
- Pan
- Siskioo
- Scherzando
- Wozonmarch
- Floria patri
- Panache
- Soetendael
- Supermarch
- Snip - Snap
- Triplex
- Wals
- Plechtige Stoet

### Messen und geistliche Werke
- Messe für 3 gleiche Stimmen und Orgel
- 1898 Trois Pièces für Orgel
  1. Prélude
  2. Andante
  3. Allegretto
- Marche Nuptiale pour Orgue (Hochzeitsmarsch für Orgel)
- Allegro con fuoco für Orgel
- Ave Verum in a moll für Chor SSATB
- Regina Caeli für Chor
- Ecce panis angelorum für Chor
- O salutaris hostia für Chor
- Verbum supernum für Chor

### Bühnenwerke
- 1901 Théroigne de Méricourt Singspiel in 2 Akten
- 1902 Winternachtsdroom Singspiel in einem Akt
- 1906 De Rijndwergen musikalisches Märchen in 3 Akten
- 1909 Reinaert de Vos Oper in 3 Akten
- 1921 La Route d'Emeraude lyrische Oper in 4 Akten
- 1921 Papa Poliet Operette
- 1932 Totole Operette